# Yahweh (álbum)
Yahweh é o primeiro álbum da série Hillsong Chapel de louvor e adoração da Hillsong Church, gravado ao vivo em uma capela localizada em um dos campus da Hillsong Church em março de 2010 e lançado em 26 de outubro do mesmo ano pela Hillsong Music Austrália em parceria com a EMI. Contém 13 versões de músicas como "Hosanna", "From the Inside Out" e  "Mighty to Save". 
Diferente das mega estruturas que geralmente são utilizadas nas gravações, teve aproximadamente apenas 300 participantes e uma pequena equipe de louvor, com poucos músicos, incluindo Annie Garrat, Bem Fielding, Jad Gillies, Joel Houston, Jill McCloghry, Nigel Hendroff e Reuben Morgan.

## Faixas (CD/DVD)
| #  | Título              | Intérprete(s)                  | Duração |
| -- | ------------------- | ------------------------------ | ------- |
| 1  | Hosanna             | Annie Garratt                  | 4:43    |
| 2  | You'll Come         | Annie Garratt & Jad Gillies    | 4:55    |
| 3  | Run                 | Jad Gillies                    | 2:57    |
| 4  | The Time Has Come   | Jad Gillies                    | 5:27    |
| 5  | Saviour King        | Annie Garratt & Jad Gillies    | 5:25    |
| 6  | Yahweh              | Reuben Morgan & Jill McCloghry | 4:49    |
| 7  | Came to my rescue   | Reuben Morgan & Jill McCloghry | 4:20    |
| 8  | Stronger            | Jill McCloghry                 | 4:10    |
| 9  | This Is Our God     | Jill McCloghry & Reuben Morgan | 4:48    |
| 10 | You Hold Me Now     | Reuben Morgan                  | 7:28    |
| 11 | From the Inside Out | Joel Houston & Annie Garratt   | 5:53    |
| 12 | Mighty to Save      | Annie Garratt                  | 5:11    |
| 13 | Salvation Is Here   | Joel Houston                   | 4:53    |